# Paradela (Chaves)
Paradela es una freguesia portuguesa del concelho de Chaves, en el distrito de Vila Real, con 8,46 km² de superficie y 262 habitantes (2011). Su densidad de población es de 31 hab/km².
Situada en la zona nororiental del concelho de Chaves, a 16 km de su capital y atravesada por el río Arcossó, afluente del Támega que nace en su territorio, Paradela perteneció al antiguo concelho de Monforte de Río Livre hasta su extinción el 31 de diciembre de 1853, por lo que también es conocida como Paradela de Monforte. Su altitud media es de 722 m, ascendiendo desde los 600 m hasta los 800.
En su patrimonio histórico-artístico destaca la iglesia matriz de N.ª Sra. de las Nieves, construida en estilo barroco y con una pila bautismal manuelina, la capilla del Rosario, dotada de una galería porticada (galilé) y el puente de São Martinho sobre el río Arcossó.